# 和氣町
和氣町（日语：／ Wake chō */?）是位于岡山縣東南部的一個城鎮。轄區內大多為山林地，市區位於吉井川和金剛川匯流處。

## 历史
傳說和氣氏的始祖和氣清麻呂於西元八世紀誕生於此，曾經歷過源平之爭、南北朝內戰的戰火，在戰國時代先後成為浦上氏、宇喜多氏、小早川氏的領地。直到江戶時代才開始免於戰爭的破壞。

### 沿革
- 1889年6月1日：實施町村制，縣在的轄區在當時分屬：
  - 和氣郡：和氣村、本莊村、日笠村、藤野村、山田村、鹽田村。
  - 磐梨郡：佐伯本村、佐伯上村、石生村。
- 1900年4月1日：磐梨郡和赤坂郡合併為赤磐郡。
- 1901年2月6日：和氣村改制為和氣町。[2]
- 1942年4月1日：佐伯本村、佐伯上村合併為佐伯村。
- 1950年4月1日：本莊村改制為本莊町。
- 1953年4月1日：和氣町、本莊町、日笠村、藤野村、石生村合併為新設置的和氣町。
- 1955年3月31日：佐伯村、山田村、鹽田村合併為佐伯町。
- 2006年3月1日：和氣町與佐伯町合併為新設置的和氣町。

### 變遷表
| 1889年6月1日 | 1889年 - 1926年     | 1926年 - 1954年     | 1926年 - 1954年     | 1955年 - 1989年      | 1955年 - 1989年      | 1989年 - 現在       | 現在                |
| ------------ | ------------------- | ------------------- | ------------------- | -------------------- | -------------------- | ------------------- | ------------------- |
| 和氣村       | 1901年2月6日 和氣町 | 1901年2月6日 和氣町 | 1953年4月1日 和氣町 | 1953年4月1日 和氣町  | 1953年4月1日 和氣町  | 2006年3月1日 和氣町 | 2006年3月1日 和氣町 |
| 本莊村       | 本莊村              | 1950年4月1日 本莊町 | 1953年4月1日 和氣町 | 1953年4月1日 和氣町  | 1953年4月1日 和氣町  | 2006年3月1日 和氣町 | 2006年3月1日 和氣町 |
| 藤野村       |                     |                     | 1953年4月1日 和氣町 | 1953年4月1日 和氣町  | 1953年4月1日 和氣町  | 2006年3月1日 和氣町 | 2006年3月1日 和氣町 |
| 日笠村       |                     |                     | 1953年4月1日 和氣町 | 1953年4月1日 和氣町  | 1953年4月1日 和氣町  | 2006年3月1日 和氣町 | 2006年3月1日 和氣町 |
| 石生村       |                     |                     | 1953年4月1日 和氣町 | 1953年4月1日 和氣町  | 1953年4月1日 和氣町  | 2006年3月1日 和氣町 | 2006年3月1日 和氣町 |
| 山田村       | 山田村              | 山田村              | 山田村              | 1955年3月31日 佐伯町 | 1955年3月31日 佐伯町 | 2006年3月1日 和氣町 | 2006年3月1日 和氣町 |
| 鹽田村       |                     |                     |                     | 1955年3月31日 佐伯町 | 1955年3月31日 佐伯町 | 2006年3月1日 和氣町 | 2006年3月1日 和氣町 |
| 佐伯本村     | 佐伯本村            | 1942年4月1日 佐伯村 | 1942年4月1日 佐伯村 | 1955年3月31日 佐伯町 | 1955年3月31日 佐伯町 | 2006年3月1日 和氣町 | 2006年3月1日 和氣町 |
| 佐伯上村     |                     | 1942年4月1日 佐伯村 | 1942年4月1日 佐伯村 | 1955年3月31日 佐伯町 | 1955年3月31日 佐伯町 | 2006年3月1日 和氣町 | 2006年3月1日 和氣町 |

## 交通

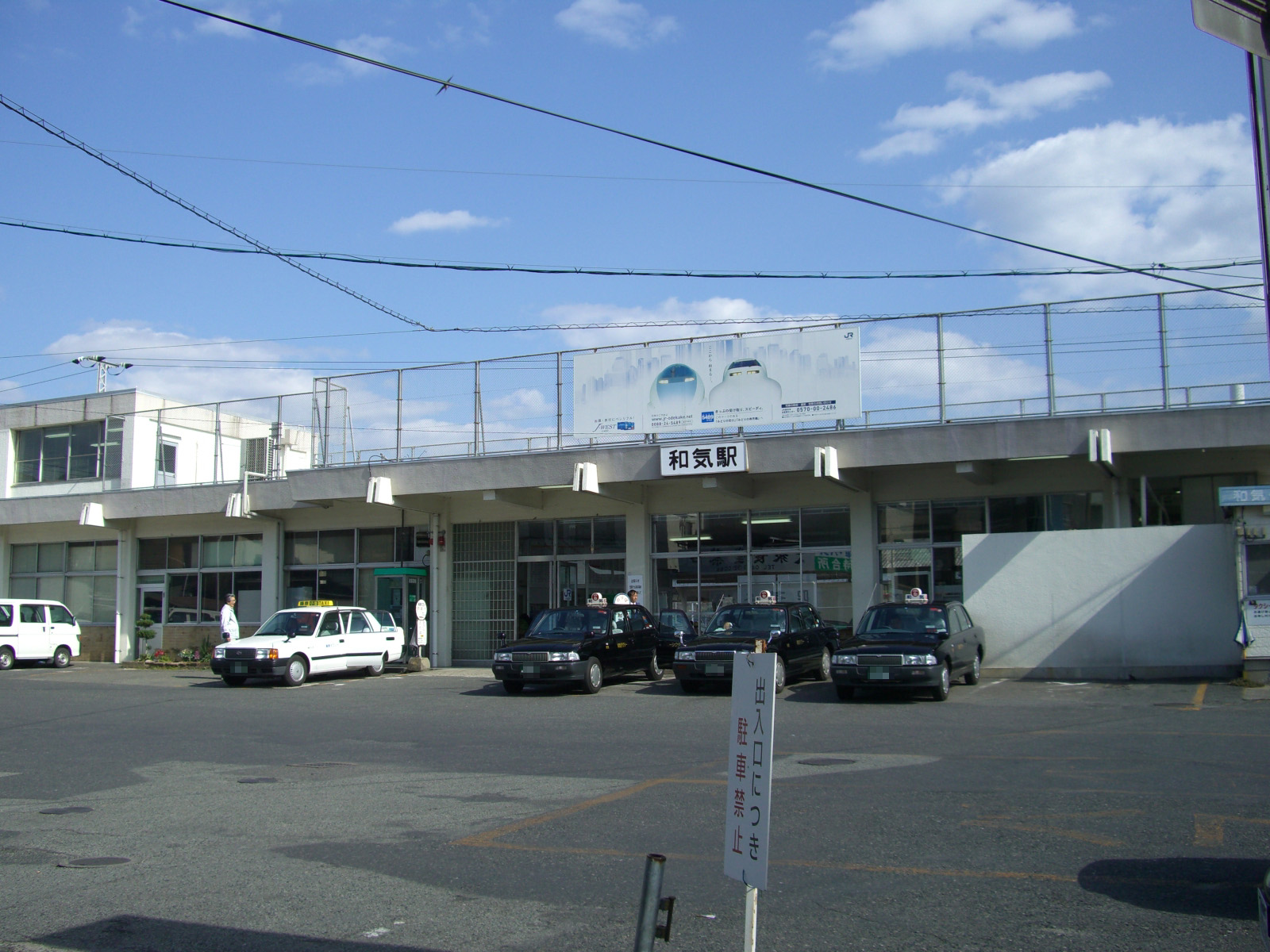
和氣車站

### 鐵路
- 西日本旅客鐵道
  - ■山陽本線：（←備前市）- 和氣車站 - （赤磐市→）

過去曾有同和礦業片上鐵道，但已於1991年停駛。

### 道路
高速道路
- 山陽自動車道：和気交流道
- 美作岡山道路：佐伯交流道

## 觀光資源

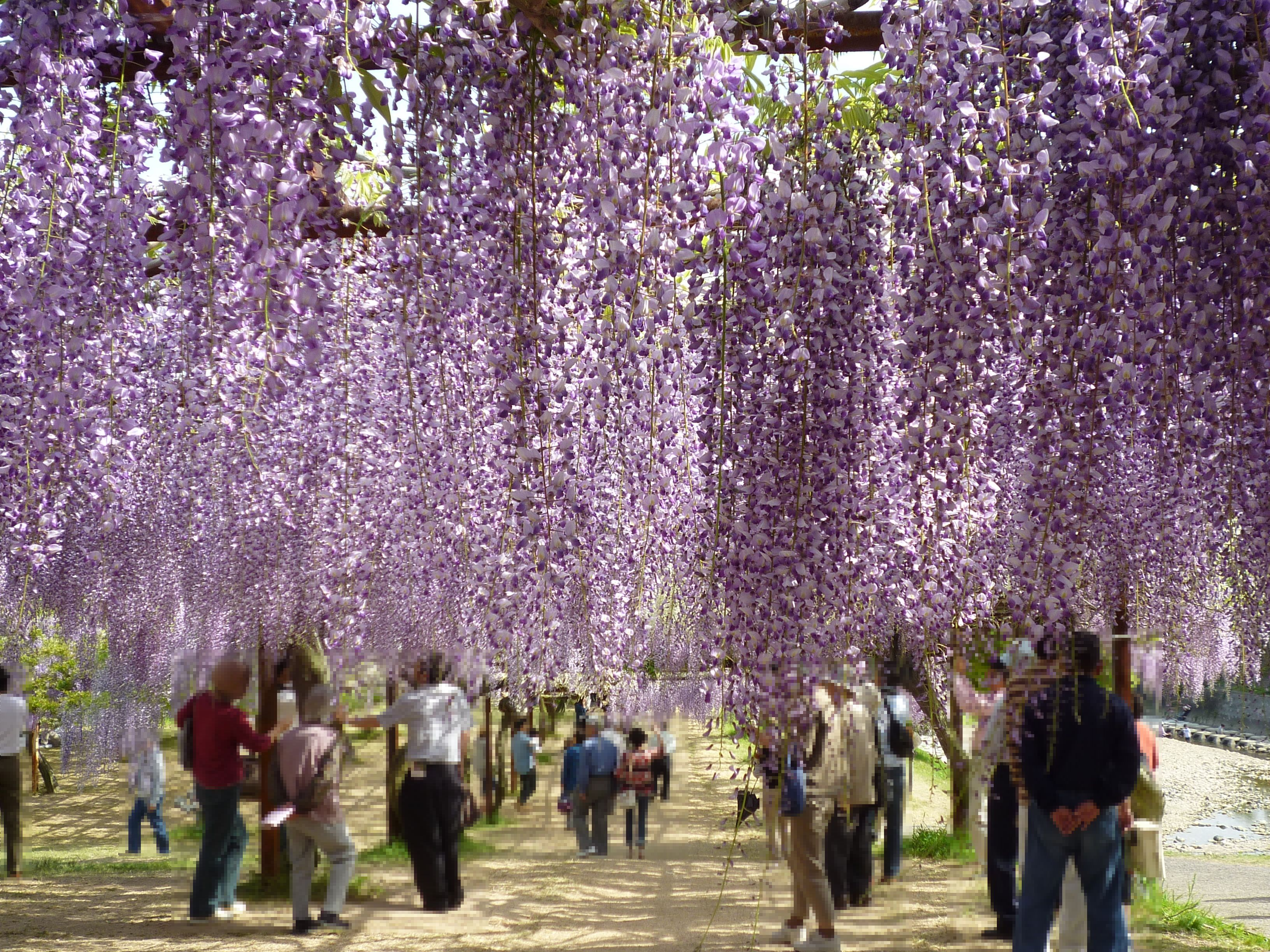
紫藤公園中日本最大的紫藤架

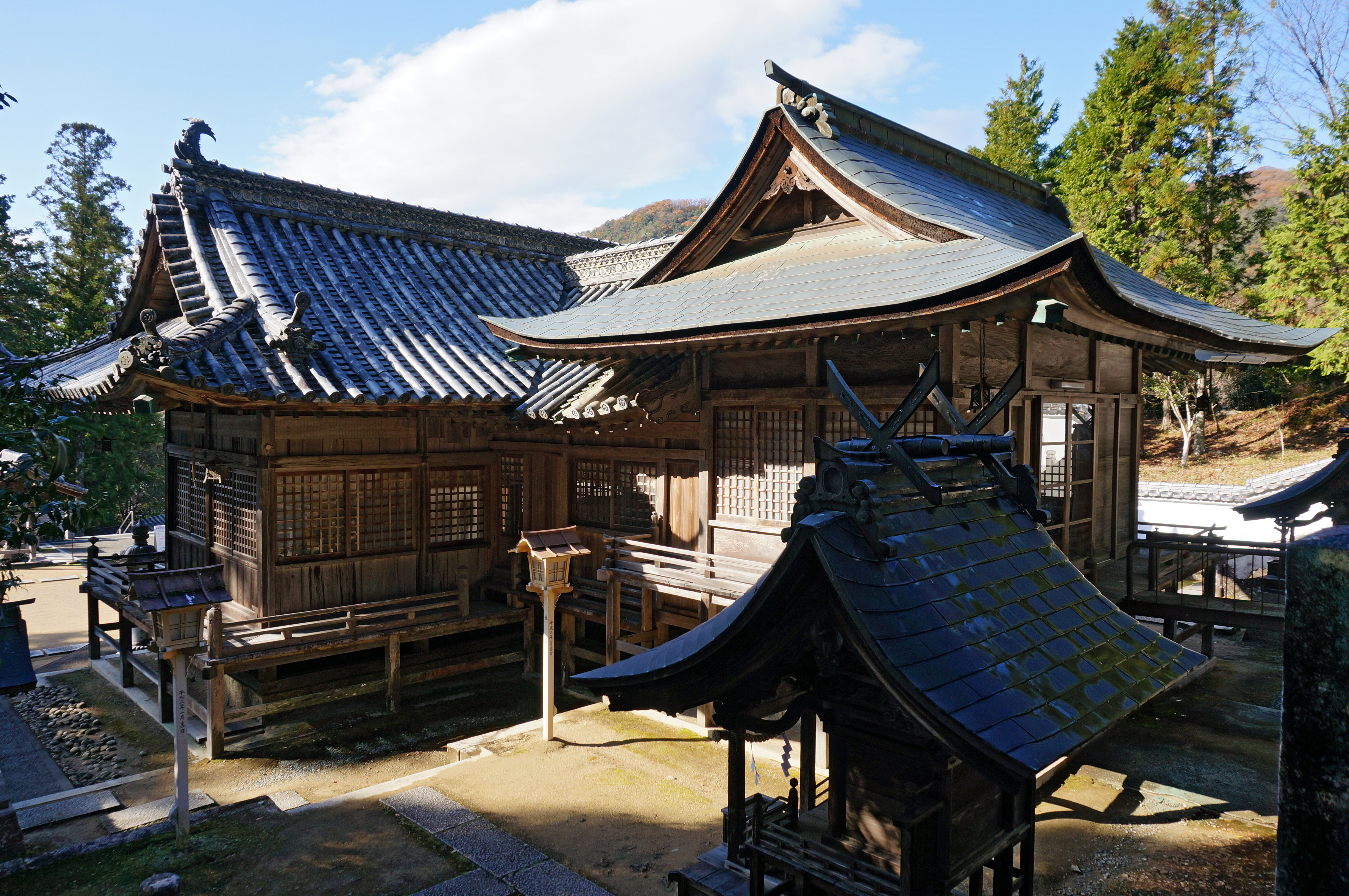
和氣神社

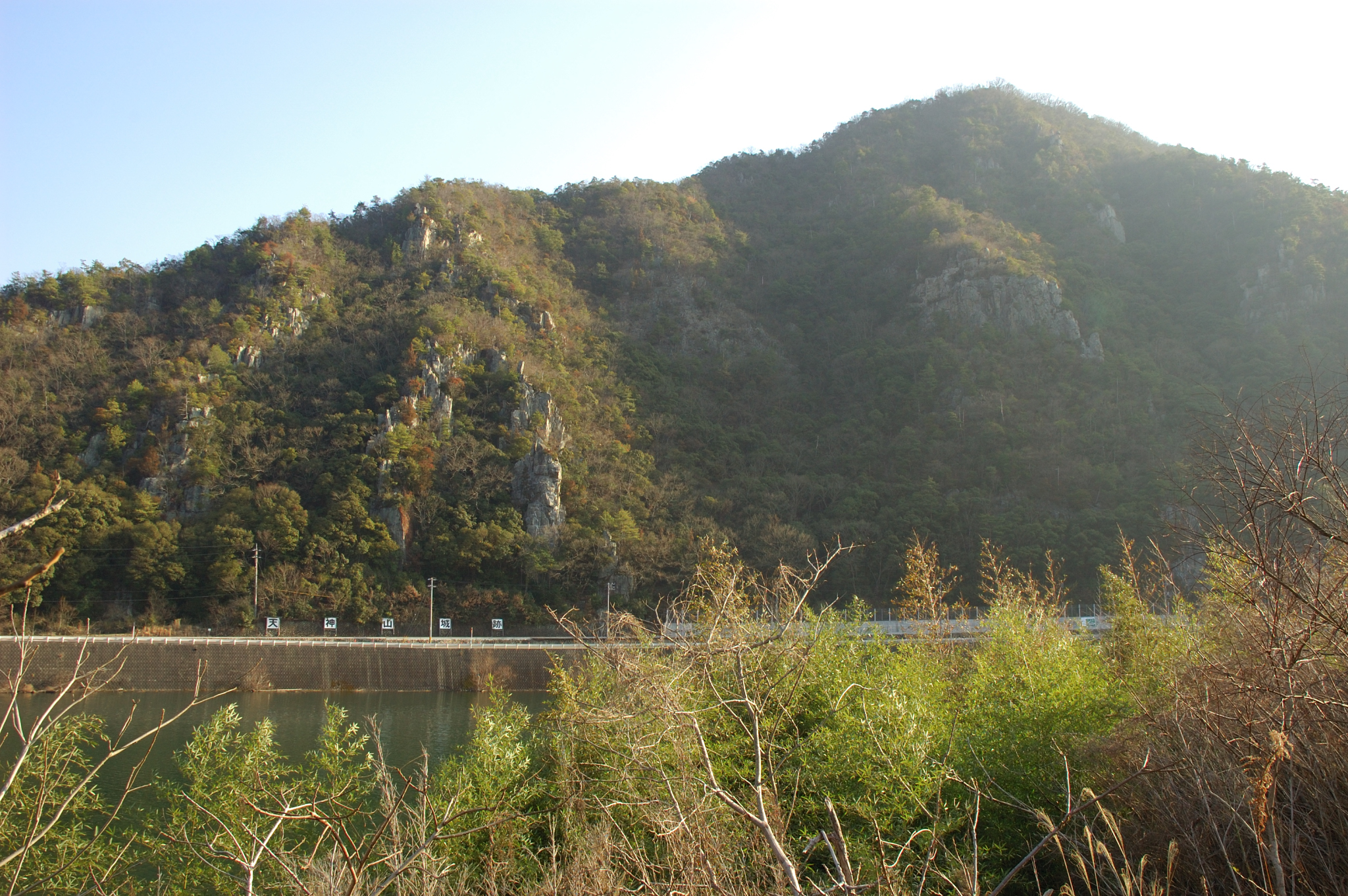
天神山城遺址

### 景點
- 藤公園（日本第一的藤棚）
- 和氣神社
- 津田永忠墓所
- 天神山城遺址

### 祭典、活動
- 清麻呂之里　藤祭（毎年4月下旬～5月上旬）
- 和文字稍祭（毎年8月16日）

## 教育
高等學校
- 岡山縣立和氣閑谷高等學校

## 姊妹、友好都市

### 日本
- 宇佐市（大分縣）：於1989年7月31日締結為姊妹都市
- 霧島市（鹿兒島縣）：於2002年4月29日與牧園町締結為姊妹都市
- 八尾市（大阪府）

### 海外
- 嘉定区（中國上海市）：於1992年10月15日締結為姊妹都市
- 漢娜 (加拿大)（英语：Hanna, Alberta）（加拿大亞伯達南亞伯達）：於1993年3月21日締結為姊妹都市

## 本地出身之名人
- 和氣廣虫：奈良時代的女官
- 和氣清麻呂：奈良時代的貴族
- 岸本尚毅：俳人
- 岩井志麻子：小説家
- 高見藤英希：前大相撲力士
- 赤木高太郎：前騎師
- 松岡巖鐵：前大相撲力士、職業摔角選手

## 外部連結
- （日語） 和氣商工會
- （日語） 和氣町國際交流協會